# الأشرف المراغي
أشرف الدين حسين بن حسن المراغي/المراغئي عرف واشتهر بـالأشرف المراغي و درويش أشرف (؟ - 1460م/864 هـ) شاعر فارسي عاش في قرن 9 هـ/ 15 م في أيام حکم قراقويونلو.

## حياته
ولد حسين بن حسن المراغي في مدينة مراغة من عائلة شريفة النسب في أيام حکم قراقويونلو ثم دخل بلاط وخدم الأمير بوداق بن جهانشاه. وکان له علاقات مع نعمة الله ولي ورثاه. وصف بأنه كان يجتنب عن المدح.

ولقد عاش في عزلة في سنوات حياته الأخيرة، وتوفى في مراغة عام 1460م/864 هـ.

## من مؤلفاته
- دواوين شعر.
- خمسة.